# Gunman Chronicles
Gunman Chronicles est un jeu de tir à la première personne utilisant le moteur d’Half-Life développé par Rewolf Software, présenté à l'E3 2000 et sorti le 21 novembre 2000. À l'origine, il s'agissait d’un mod pour Quake II avant de devenir une total conversion pour Half-Life,. Ayant connu un certain succès, Sierra décida de la commercialiser.

## Synopsis
Le joueur incarne un membre de l'unité d'élite « Gunman » : le major Archer. La guerre fait rage de ce côté de la galaxie et les Gunmen forment le dernier rempart de l'humanité contre les Xenomes, de redoutables aliens. Depuis cinq ans, les humains perdent peu à peu du terrain, sans cesse repoussés par les hordes extra-terrestres. De planète en planète, Archer doit remonter jusqu'à la source de cette invasion pour en détruire définitivement la menace.

## Personnages
- Le Major Archer : Ancien membre des forces du Général ; Archer assista au massacre de ses camarades lors de la bataille de Banzur Prime et fut un des rares survivants de celle-ci. Il fut promu Major pour avoir averti les forces Gunmans de l'existence des Xenomes.
- Le général : Ancien général des forces Gunmans ; il fut laissé pour mort avec une partie de ses troupes lors de la bataille de Banzur Prime contre l'espèce Alpha. Après avoir capturé l'un des membres de cette espèce, il réunit les troupes qui n'avaient pas fui, et les survivants de la base scientifique dans le but de créer de nouvelles espèces Xenomes pour se venger des Gunmans et détruire l'humanité.
- L'Ordinateur Central : I.A autrefois chargée de gérer la base de la Lune de Ferris ; elle installa des Ancres Kata-space sur cette lune quand son orbite devint instable pour éviter une collision avec Ferris. Ce n'est que plus-tard qu'elle accueillit des membres de l'équipe scientifique qui travaillaient pour le Général. Après avoir compris le but de leurs recherches, et après que les Xenomes de la lune se furent enfuis de leur cage, elle décida d'enrayer l'infestation Xenome et Humaine de la lune.

## Créatures/Factions
- L'espèce Alpha : Première espèce Xenome découverte ; l'espèce Alpha est aussi la plus dangereuse de toutes. Découverte sur Banzur Prime, elle ravagea une bonne partie des troupes Gunmans envoyée pour enquêter.
- Les Xenomes : Ces dangereux extra-terrestres existent sous de nombreuses formes. Conçues par manipulation génétique à partir de silicone, elles ont un comportement social très différent d'un individu à un autre. On suppose que leur conception est basée sur le génome de l'espèce Alpha.
- Les Drones : Les drones ne sont rien d'autre que des robots. Ils sont conçus et commandés par l'Ordinateur Central de la lune de Ferris, bien que celle-ci peut décider d'en contrôler un directement en y téléchargeant son « esprit ».
- Les Gunmans : Groupe d'élite dédié au combat en milieu hostile ; les Gunmans s'acharnent depuis de nombreux mois à combattre et à repousser les espèces Xenomes, qui envahissent de plus en plus de systèmes, mais en vain.
- Les Bandits : Anciens membres des forces Gunmans ou ancien scientifiques ; les Bandits sont sous-les ordres du Général.
- Les Dinosaures : Certaines planètes sont encore habitées par des races primitives, il n'est donc pas étonnant de croiser quelques sauriens.

## Développement
La séquence d'introduction a été développé en seulement trois mois, à partir de juin 2000, par Adrian Banninga, la seule personne chargée du rendu 3D ; elle a généré sur ces deux machines personnels. Le son et la voix étaient à la charge de Rewolf et Valve.

## Comparaison avec Half-Life
Tous deux ont pour thème une invasion extraterrestre. De plus, ils commencent tous les deux par un parcours en tramway dans un complexe militaire. La prise en main est quasiment identique à Half-Life (mise à part les armes customisables) et les niveaux sont aussi linéaires.
Gunman offre en plus la possibilité de modifier le fonctionnement des armes (délai d'explosion, type de charge, méthode de visée, ...). Il permet aussi de conduire des véhicules.
Le multijoueur se limite au deathmatch et au team deathmatch.

## Publicité
La publicité du jeu a été portée par le slogan « Attention : ce jeu risque de laisser des traces... profondes ». L'affiche représentait un crâne avec le logo du jeu dessus.